# The Click
The Click — второй студийный альбом американской инди-поп-группы AJR. Его выход состоялся 9 июня 2017 года на лейбле группы AJR Productions. До этого AJR выпустили мини-альбом What Every’s Thinking в сентябре 2016 года, состоящий из 5 песен, которые все войдут в The Click.

## Создание и релиз
После выхода дебютного студийного альбома AJR Living Room и соответствующего турне в честь выхода альбома группа начала выпускать синглы. «Let the Games Begin» стал первым синглом, выйдя 23 октября 2015 года. Песня была показана для продвижения The Click, но по неизвестным причинам не появилась в альбоме. 18 декабря 2015 года «Call My Dad» была выпущена в качестве промо-сингла и является самой ранней выпущенной песней альбома.
В марте 2016 года группа выпустила сингл «I’m Not Famous», который позже был включен в EP трио What Everyone’s Thinking 2016 года. Все песни с пятидорожечного EP позже были включены в The Click, включая песню «Weak», которая позже стала его ведущим синглом. «Drama» была выпущена в качестве второго сингла 11 мая 2017 года, а альбом был выпущен 9 июня 2017 года. После выхода альбома «Sober Up», в котором фигурирует Риверс Куомо из Weezer, был отправлен на радио contemporary hit в качестве третьего сингла с альбома вышел 20 марта 2018 года. В конце октября 2021 года, «The Good Part» стала вирусной в TikTok, что привело к тому, что песня была выпущена на радио США в конце 2021 года, после выхода альбома OK Orchestra.
Музыкальное видео на песню было выпущено 24 ноября 2021 года.
Также Райан Мет в интервью Popcrush сказал следующее:

"Я думаю, что у того, что вы делаете в гостиной, определенно есть свои преимущества и недостатки. Что касается преимуществ, я думаю, что творчески это проще, чем работать в большой студии."
Оригинальный текст (англ.) I think there are definitely advantages and disadvantages that you have making it in the living room. In terms of advantages, I think creatively it's easier than working in a big studio.

## Успех альбома
The Click стартовала с 61-м места в американском чарте Billboard 200, став первым появлением группы в чарте. По состоянию на май 2019 года альбом заработал собрал в общей сложности 631,1 миллиона аудиопотоков по запросу для своих треков. По состоянию на декабрь 2023 года альбом собрал более 1,89 миллиарда аудиопотоков по запросу.

## В культуре
"Overture" была показана в качестве саундтрека к трейлеру анимационного фильма Pixar "Душа" (2020).

## Трек-лист
Слова и музыка всех песен — . Все треки написаны Райаном Мэтом, Джеком Мэтом и Адамом Мэтом, за исключением отмеченных мест.
| №                   | Название                            | Автор(ы)                   | Длительность |
| ------------------- | ----------------------------------- | -------------------------- | ------------ |
| 1.                  | «Overture»                          |                            | 3:34         |
| 2.                  | «The Good Part»                     |                            | 3:47         |
| 3.                  | «Weak»                              |                            | 3:21         |
| 4.                  | «Sober Up» (featuring Rivers Cuomo) | A. Met J. Met R. Met Cuomo | 3:38         |
| 5.                  | «Drama»                             |                            | 3:24         |
| 6.                  | «Turning Out»                       |                            | 4:20         |
| 7.                  | «No Grass Today»                    |                            | 4:20         |
| 8.                  | «Three-Thirty»                      |                            | 3:30         |
| 9.                  | «Call My Dad»                       |                            | 2:15         |
| 10.                 | «I'm Not Famous»                    |                            | 3:40         |
| 11.                 | «Netflix Trip»                      |                            | 3:57         |
| 12.                 | «Bud Like You»                      |                            | 3:50         |
| 13.                 | «Come Hang Out»                     |                            | 4:26         |
| Общая длительность: | Общая длительность:                 | Общая длительность:        | 48:01        |

| №                   | Название               | Автор(ы)                                             | Длительность |
| ------------------- | ---------------------- | ---------------------------------------------------- | ------------ |
| 14.                 | «Burn the House Down»  |                                                      | 3:32         |
| 15.                 | «Role Models»          |                                                      | 3:12         |
| 16.                 | «Normal»               |                                                      | 3:05         |
| 17.                 | «Pretender» (acoustic) | A. Met J. Met R. Met Steve Aoki Miles Parks McCollum | 3:00         |
| Общая длительность: | Общая длительность:    | Общая длительность:                                  | 60:50        |

## Исполнители
Титры адаптированы из аннотации к альбому.
AJR – сведение аудио (треки 1, 2, 4, 7-9, 11-13), продюсирование, написание песен (все треки)
Крис Герингер – мастеринг аудио
Альба Аворикани – приглашенный вокал (трек 2)
Джо Зук – сведение аудио (треки 3, 6)
Риверс Куомо – приглашенный вокал, автор песен (трек 4)
Тони Мазерати – сведение аудио (трек 5)
Алисия Свигалс – скрипка (треки 6, 7, 11, 13)
Джейк Кеновиц – труба (треки 7, 11, 13)
Делберт Бауэрс – сведение звука (трек 10)
Самия Финнерти – приглашенный вокал (трек 13)
Джон Лорен – оформление альбома
Крис Серрато – дизайн альбома

## Чарты
| Chart (2017)                       | Peak position |
| ---------------------------------- | ------------- |
| Бельгия/Фландрия (Ultratop)        | 170           |
| США (Billboard 200)                | 61            |
| США (Billboard Independent Albums) | 9             |
| США (Billboard Top Album Sales)    | 42            |

## Продажи
| Регион                                                                      | Сертификация | Продажи   |
| --------------------------------------------------------------------------- | ------------ | --------- |
| Канада (Music Canada)                                                       | Золотой      | 40 000    |
| США (RIAA)                                                                  | Платиновый   | 1 000 000 |
| Данные о продажах + прослушиваниях приведены только на основе сертификации. |              |           |